# アリボリ県
アリボリ県（アリボリけん、Département d'Alibori）は、ベナン北東部の県である。
2013年の人口は86万7463人で、面積は2万6242km2、人口密度は33.1人/km2。
県都はカンディ。

## 人口
- 1979年3月20日：21万3078人
- 1992年2月15日：35万5950人
- 2002年2月15日：52万1093人
- 2013年5月11日：86万7463人[1]

## 隣接県
- 北：ティラベリ州
- 北：ドッソ州
- 北東：ケビ州
- 東：ナイジャ州
- 南：ボルグー県
- 西：アタコラ県
- 北西：東部地方

## 地理
ニジェール川の支流メクロー川、アリボリ川、ソタ川がそれぞれ北へ向かって流れ、ニジェール川と合流する。
コトヌーからの幹線道路が県の南北を縦断して通り、ニジェールへと続いている。
北西部にアタコラ動物保護区（Réserve d'Atakora）が設けられている。

## 歴史
1999年、南部のボルグー県から分離・新設された。

## 県内の自治体

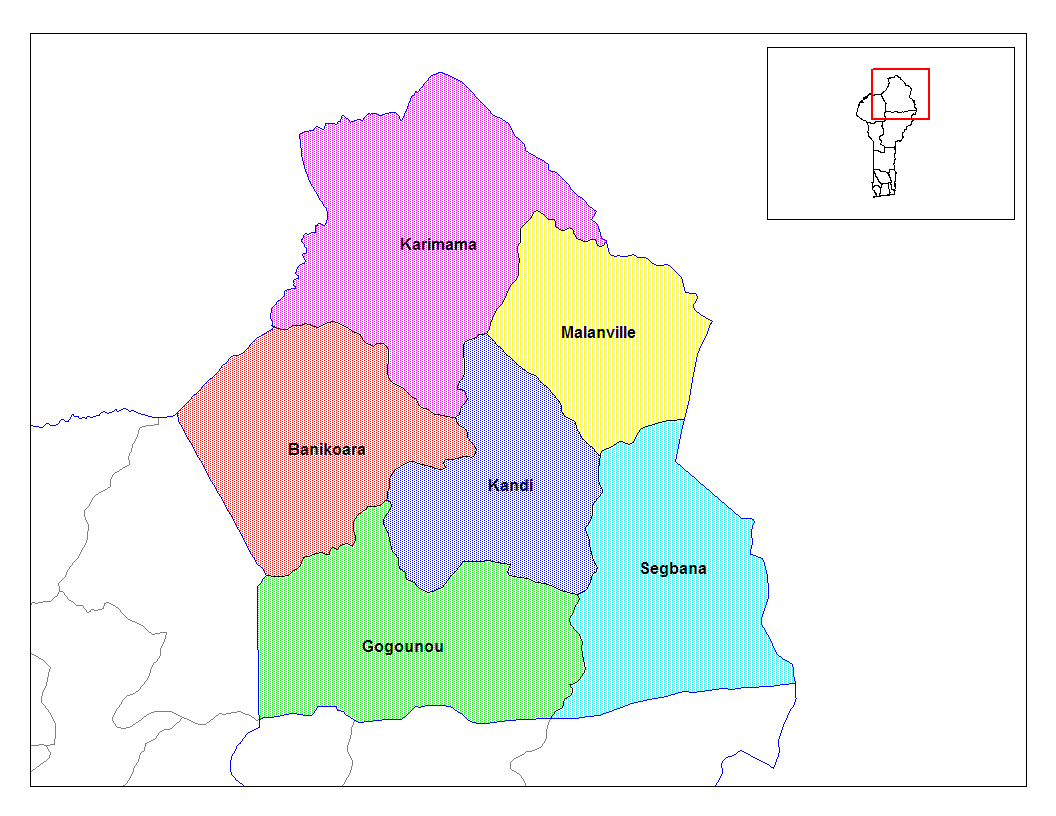
アリボリ県内の自治体

- バニコアラ（フランス語版） (Banikoara)
- ゴグヌー（フランス語版） (Gogounou)
- カンディ (Kandi・県都)
- カリママ（フランス語版） (Karimama)
- マランヴィル (Malanville)
- セグバナ（フランス語版） (Segbana)